# Robert Newton

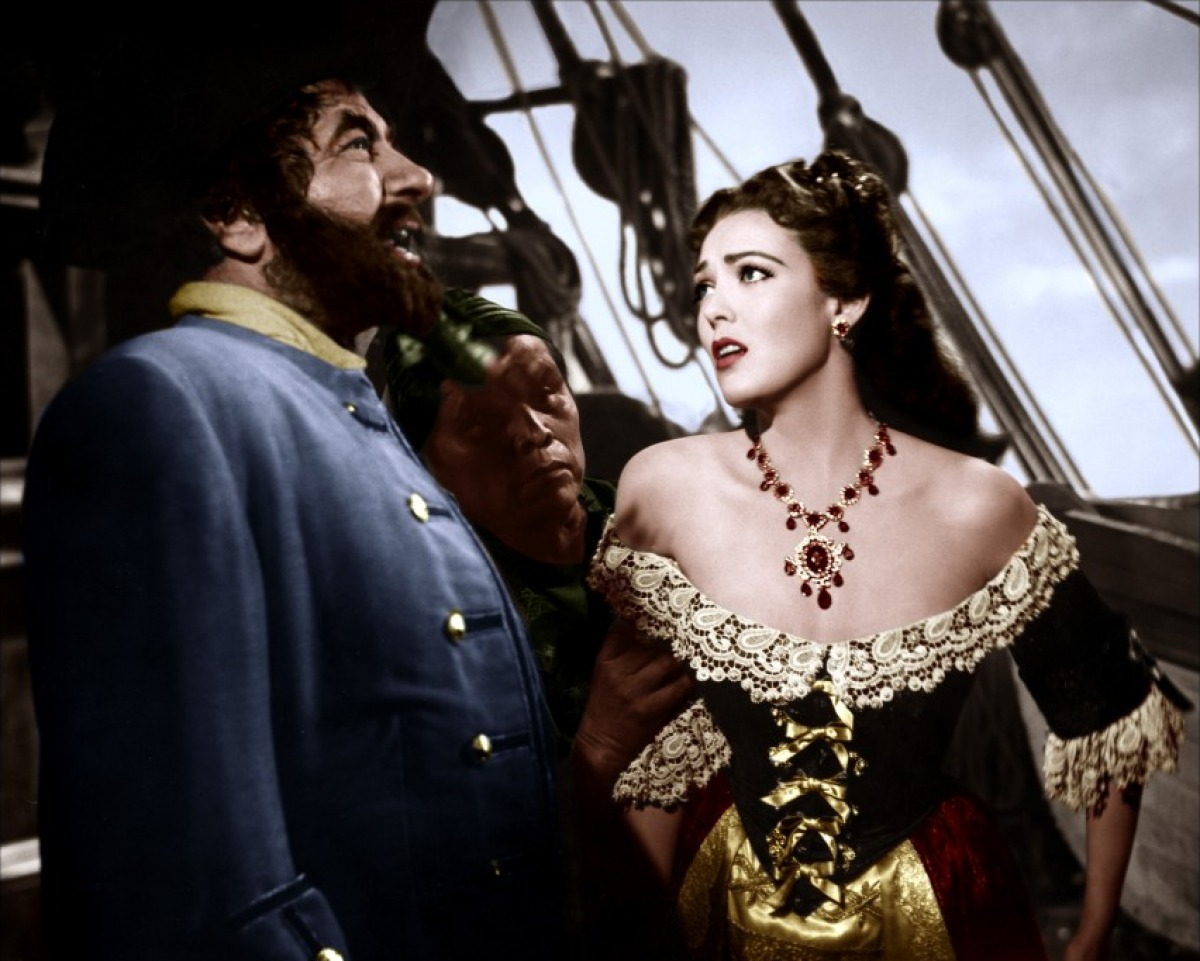
Robert Newton och Linda Darnell i Kapten svartskägg (1952).

Robert Newton, född 1 juni 1905 i Shaftesbury i Dorset, död 25 mars 1956 i Beverly Hills i Los Angeles, Kalifornien, var en brittisk skådespelare. Newtons sista filmroll var inspektör Fix i filmen Jorden runt på 80 dagar från 1956, som vann Oscar för bl.a. bästa film. Hans rolltolkning av John Long Silver där han använde använde en överdriven variant av sin Dorset-dialekt har haft ett stort avtryck på den populärkulturella uppfattningen av pirater.

## Filmografi i urval
- 1937 – Eld över England
- 1937 – Inspektör Barrabal vid Scotland Yard
- 1938 – En Söderhavets vagabond
- 1939 – Värdshuset Jamaica
- 1940 – Lord Peters smekmånad
- 1940 – Mannen och hans samvete
- 1941 – Major Barbara
- 1942 – Ensam över haven
- 1942 – Hattmakarens borg
- 1944 – De lyckliga åren
- 1944 – Henrik V
- 1947 – En natt att leva
- 1947 – Frestelsens hamn
- 1948 – Oliver Twist
- 1948 – Farligt möte
- 1949 – Den besatte
- 1950 – Skattkammarön
- 1951 – Ska ske överste
- 1951 – Revolt i plugget
- 1952 – Samhällets olycksbarn
- 1952 – Androcles och lejonet
- 1952 – Kapten Svartskägg
- 1953 – Ökenråttorna
- 1954 – Long John Silver
- 1954 – Mellan himmel och hav
- 1954 – En äventyrare i Söderhavet
- 1956 – Jorden runt på 80 dagar